# Masano
Masano is een plaats (frazione) in de Italiaanse gemeente Caravaggio (BG).